# Kalunga (escritor)
Carlos Heráclito Mello Neves (Jaguarão, 24 de outubro de 1949), mais conhecido como Kalunga, é um poeta, contista, artista, compositor e  palestrante brasileiro.

## Vida
Kalunga tem como nome Carlos Heráclito Mello Neves, e usa o "pseudônimo" Kalunga em seus livros e músicas. Nascido em Jaguarão, na parte sul do Rio Grande do Sul, Kalunga escreveu 15 livros para o público infantil e infanto-juvenil.
Radicou-se na Serra Gaúcha, mais precisamente em Caxias do Sul. Lá editou vários livros, incluindo seu magnum opus (obra maior) A Bengala Mágica da Tia Zuraide. Desde algum tempo vem escrevendo livros e dando palestras, escrevendo livros de contos, causos e histórias para crianças e adolescentes. Escreveu já em várias editoras, como: Miguilin, Mercado Aberto, FTD, Maneco, Vozes e Paulinas, e atualmente escreve na Paulinas.
Várias de seus contos foram adaptados para o teatro como: A Bengala Mágica de Tia Zuraide, O Sapo Inglês e a Sapa Espanhola e Criança não faz de Conta.
É também educador, músico (já gravou 3 cds infantis), e ativista do Meio Ambiente.
Atualmente Kalunga dá palestras em feiras-do-livro, escolas e conferências.

## Livros
- Trem de Carretel e a Viagem da Minhoca Cirandeira, Editora Vozes, Rio de Janeiro;
- Raimundo Perdido no Mundo, Editora Edicon, São Paulo;
- Não deixe Morrer meus sonhos, Editora Miguilim, Minas Gerais;
- Que amor de Bruxinha, Editora Maneco, Rio Grande do Sul;
- O Sapo Inglês e a Sapa Espanhola, Editora Maneco, Rio Grande do Sul;
- A Bengala Mágica da Tia Zuraide, Editora Maneco, Rio Grande do Sul;
- O Primeiro Namorado, Editora Maneco, Rio Grande do Sul;
- A Cidade dos Meus Sonhos, Editora Maneco, Rio Grande do Sul;
- Criança não faz de Conta, Editora Maneco, Rio Grande do Sul;
- Quero Quero, Editora FTD, Rio de Janeiro, 2009;[5]
- Casos do Detetive Bolotinha, Editora Paulinas, SP, 4° edição;
- Da Cuca Lele aos Repolinhos de Bruxelas, Editora Paulinas, Segunda Edição;
- Grenalzinho é sempre Grenalzinho, Maneco Editora.

## Discografia
- Canção do Amiguinho
- Kalunga Criança Vol. 1
- Kalunga Criança Vol. 2